# Mayflower Village
Mayflower Village és una concentració de població designada pel cens dels Estats Units a l'estat de Califòrnia. Segons el cens del 2000 tenia 5.081 habitants.

## Demografia
Segons el cens del 2000, Mayflower Village tenia 5.081 habitants, 1.825 habitatges, i 1.315 famílies. La densitat de població era de 2.972,4 habitants/km².
Dels 1.825 habitatges en un 32,9% hi vivien nens de menys de 18 anys, en un 56,8% hi vivien parelles casades, en un 10,6% dones solteres, i en un 27,9% no eren unitats familiars. En el 22,8% dels habitatges hi vivien persones soles el 10,9% de les quals corresponia a persones de 65 anys o més que vivien soles. El nombre mitjà de persones vivint en cada habitatge era de 2,78 i el nombre mitjà de persones que vivien en cada família era de 3,3.
Per edats la població es repartia de la següent manera: un 24,7% tenia menys de 18 anys, un 6,6% entre 18 i 24, un 30,3% entre 25 i 44, un 23,8% de 45 a 60 i un 14,6% 65 anys o més.
L'edat mediana era de 38 anys. Per cada 100 dones de 18 o més anys hi havia 90,5 homes.
La renda mediana per habitatge era de 55.547 $ i la renda mediana per família de 63.814 $. Els homes tenien una renda mediana de 40.783 $ mentre que les dones 35.634 $. La renda per capita de la població era de 21.790 $. Entorn del 6,7% de les famílies i el 7% de la població estaven per davall del llindar de pobresa.

## Poblacions més properes
El següent diagrama mostra les poblacions més properes.